# إريك ليرة
إريك ليرة (بالإسبانية: Erik Lira) هو لاعب كرة قدم مكسيكي، ولد في 2000 في Cuauhtémoc, Mexico City ‏ في المكسيك.

## وصلات خارجية
- إريك ليرة على موقع إي إس بي إن إف سي (الإنجليزية)
- إريك ليرة على موقع قاعدة بيانات كرة القدم.إي يو (الإنجليزية)
- إريك ليرة على موقع ناشيونال فوتبول تيمز (الإنجليزية)
- إريك ليرة على موقع Soccerway.com (الإنجليزية)